# José Antonio de Gyves Sánchez
José Antonio de Gyves Sánchez (* 29. Dezember 1955 in Jasso, Hidalgo) ist ein ehemaliger mexikanischer Fußballspieler auf der Position eines Stürmers.

## Laufbahn
De Gyves begann seine Laufbahn im Nachwuchsbereich seines Heimatvereins Cruz Azul, bei dem er Mitte der 1970er Jahre auch seinen ersten Profivertrag erhielt, als die erste Mannschaft bereits nach Mexiko-Stadt verzogen war.
De Gyves spielte letztmals in der Saison 1978/79 für die Cementeros, die in jener Saison bereits ihren sechsten Meistertitel gewannen. Allerdings kam er in jener Saison zu keinem einzigen Einsatz für die erste Mannschaft, für die er noch in der vorangegangenen Saison 1977/78 fünfzehn Punktspieleinsätze absolviert hatte.
Für die darauffolgende Saison 1979/80 wechselte er zum Ligakonkurrenten León FC, bei dem er sich jedoch ebenfalls nicht durchsetzen konnte und nur zu fünf Punktspieleinsätzen kam. Daher wurde De Gyves anschließend an den Zweitligisten CF Pachuca abgegeben, bei dem er die nächsten sechs Jahre bis 1986 unter Vertrag stand. Für die Saison 1986/87 wechselte er zum Ligakonkurrenten UAT Correcaminos, mit dem ihm 1987 zum Abschluss seiner aktiven Laufbahn die Rückkehr in die höchste Spielklasse gelang.

## Erfolge
- Mexikanischer Meister: 1979